# Víctor Lacalle Seminario
Víctor Lacalle Seminario (Cirauqui, Navarra, 1889 - Caracas, ?) va ser un militar espanyol que va lluitar en la guerra civil espanyola a favor de la República.

## Biografia
Nascut en 1889, era militar de carrera i pertanyia a l'arma d'enginyers.
Durant la República va arribar a ser membre de la Unió Militar Republicana Antifeixista (UMRA).

### Guerra civil
En esclatar la revolta era tinent coronel del cos d'Invàlids (pel fet que li faltaven diversos dits d'una mà), procedent d'Enginyers, i era destinat a Madrid.
El 19 de juliol el Ministeri de la Guerra li lliura 1.000 fusells amb els quals organitza el 2n batalló de voluntaris, compost per anarquistes, amb el qual participa en l'assalt a ls Caserna de la Montaña. L'agost de 1936 es dirigeix amb el seu batalló al sector comprès entre Somosierra i la carretera Madrid-Saragossa, tenint el seu lloc de comandament en
El Cardoso de la Sierra, cobrint així el front nord de Guadalajara. A la tardor de 1936 també va tenir el seu lloc de comandament a Bustares, curiosament acompanyat per un dels seus fills adolescent. El gener de 1937 participa en una fallida ofensiva sobre Sigüenza, substituint dies després a Jiménez Orge en el comandament de totes les tropes del front de Guadalajara.
Cap a febrer de 1937 va passar a manar l'acabada de crear 12a Divisió, que englobava totes les tropes que defensaven el sector de Guadalajara. En iniciar-se l'ofensiva italiana sobre Guadalajara (8 de març), i ja ascendit a coronel, la seva 12a Divisió és l'única que s'oposa als italians. L'arribada de reforços republicans importants al sector, fa que Lacalle perdi la confiança de Miaja, que crea el IV Cos d'Exèrcit i el lliura a Jurado, i no a ell. Lacalle, ofès per continuar sent només cap de la 12a Divisió, es retira del comandament pretextant malaltia, i és substituït el 13 de març per Nino Nanetti.
El 25 de març de 1937 passa a manar l'Agrupació autònoma de Conca, i a mitjan abril participa en el segon atac sobre Terol, en el sector de Albarrasí, sense gaire èxit. També va manar la 42a Divisió. Quan al juny de 1937 es forma el XIII Cos d'Exèrcit, perd el comandament de la seva unitat, quedant en situació de disponible. Va estar després en càrrecs administratius i sense importància, com a cap del centre de recuperació de Sant Mateu (Castelló).